# 1942 Jablunka
1942 Jablunka eller 1972 SA är en asteroid i huvudbältet som upptäcktes den 30 september 1972 av den tjeckiske astronomen Luboš Kohoutek vid Bergedorf-observatoriet. Den har fått sitt namn efter den då tjeckoslovakiska orten Jablůnka.
Asteroiden har en diameter på ungefär 16 kilometer och den tillhör asteroidgruppen Phocaea.